# Nissan Leaf
Nissan Leaf "LEAF" je akronim za Leading, Environmentally friendly, Affordable, Family car) je električni avtomobil japonskega proizvajalca Nissan. Pojavil se je leta 2010 v ZDA in na Japonskem. Po pravilih EPA je uradni doseg vozil 121 kilometrov. Ekvivalenta poraba je 2,19 l/100km.
Dobavljiv je v 17 evropskih državah, Avstraliji in drugih državah. Je najbolj prodajano električno vozilo za 92.000 prodanimi izdelki. . Glavni trg je ZDA z 40.000 enotami, Japonska 33.200 in Evropa  z 17.000.
Kot povsem električno vozilo Nissan Leaf ne prispeva k globalnemu segrevanju in tudi zmanjšuje odvisnot od fosilnih goriv. Leaf je dobil veliko nagrad: 2010 Green Car Vision Award, 2011 European Car of the Year, 2011 World Car of the Year in 2011–2012 Car of the Year Japan.

## Zgodovina
Nissan je predstavil prvi električni avtomobil, Nissan Altra na avtomobilskem sejmu v Los Angelesu decembra 1997. . Altro so izdelovali med letoma 1998 in 2002 s samo 200 primerki. , Potem je Nissan razvil Nissan Hypermini predvsem kot demostracijsko vozilo in majhno produkcijo.
Leta 2009 je predstavil EV-11 koncept baziran na Nissan Tiida (Versa) z 80 kilovatnim motorjem in 280 Nm navora. Doseg z 24 kWh Li-Ionsko baterijo je 163 kilometrov.
 Prototip EV-11 je bil predstavljen 26. julija, 2009.

## Tehnične specifikacije
Leaf uporablja 80 kW (110KM) spredaj nameščeni sinhronski elektromotor z 280 Nm navora. Pogon je na sprednji kolesi. 
Kapaciteta Li-ionske baterije je 24 kilovatnih ur (86MJ). Baterija je zračno hlajena in uporablja celice z litij-manganatovimi katodamu. Teža baterije s kontrolnim modulom je 300 kilogramov. Specifična energija pa 140 W·h/kg. Cena baterije je US$18.000.
Največja hitrost je 150 km/h.